# Last Time (Trey Songz)
Last Time è un singolo del cantante statunitense Trey Songz, pubblicato il 25 gennaio 2008 come terzo estratto dal suo secondo album in studio Trey Day.

## Tracce
- Download digitale

1. Last Time – 4:22